# Bohdan Lachert

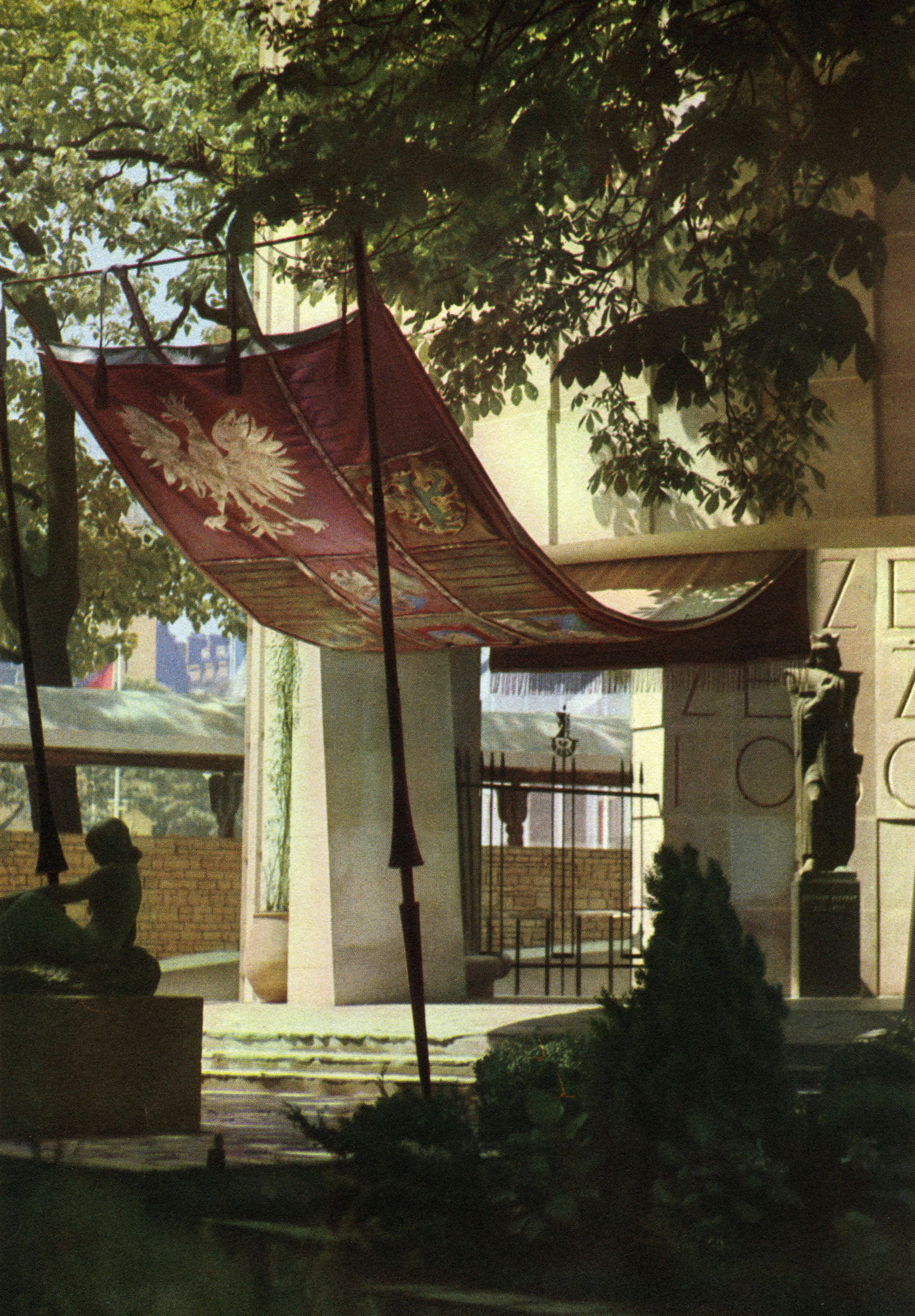
Polski pawilon na Wystawie Światowej w Paryżu, 1937

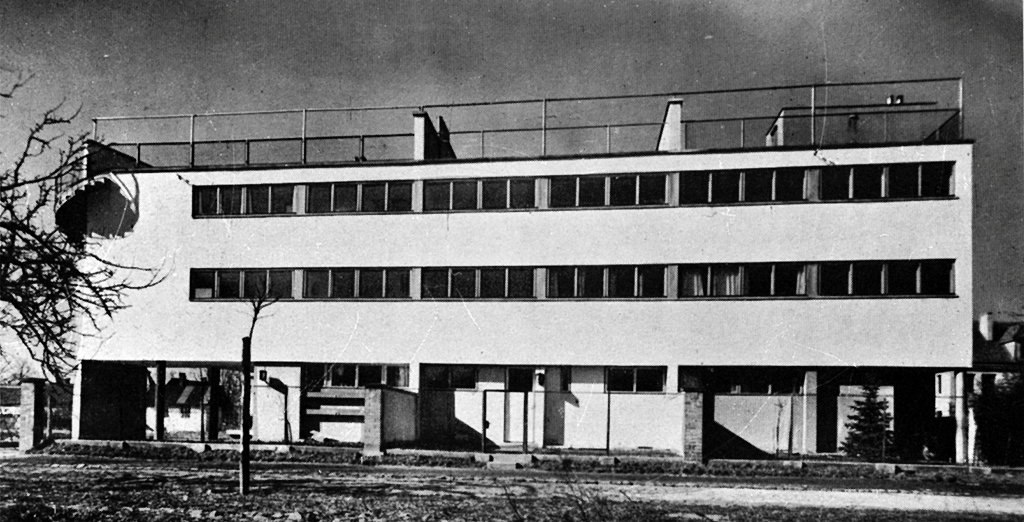
Dom Bohdana Lacherta w Warszawie, ul. Katowicka 9, 1929

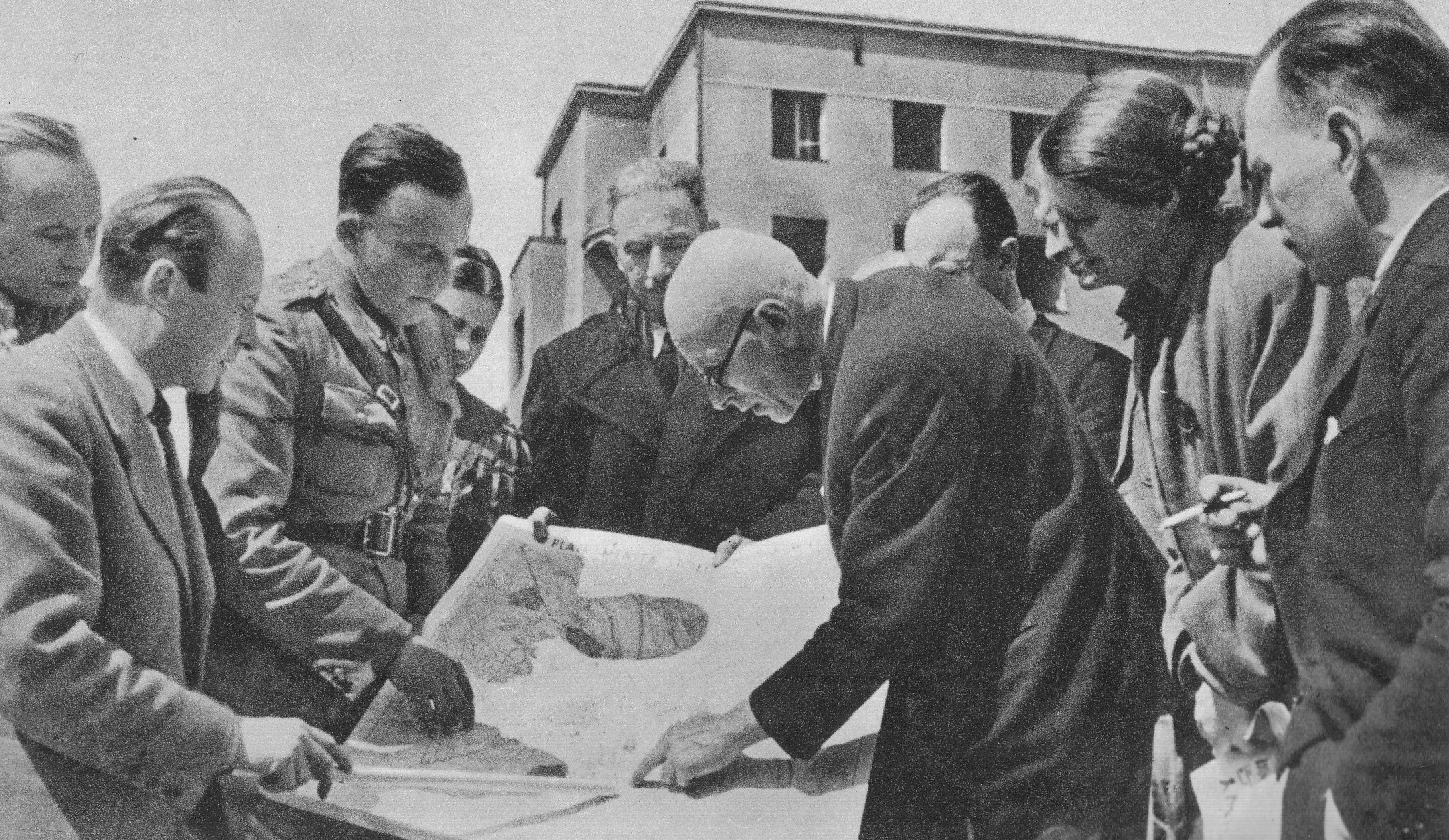
Bohdan Lachert (pierwszy z lewej) ze współpracownikami z Biura Odbudowy Stolicy (1945)

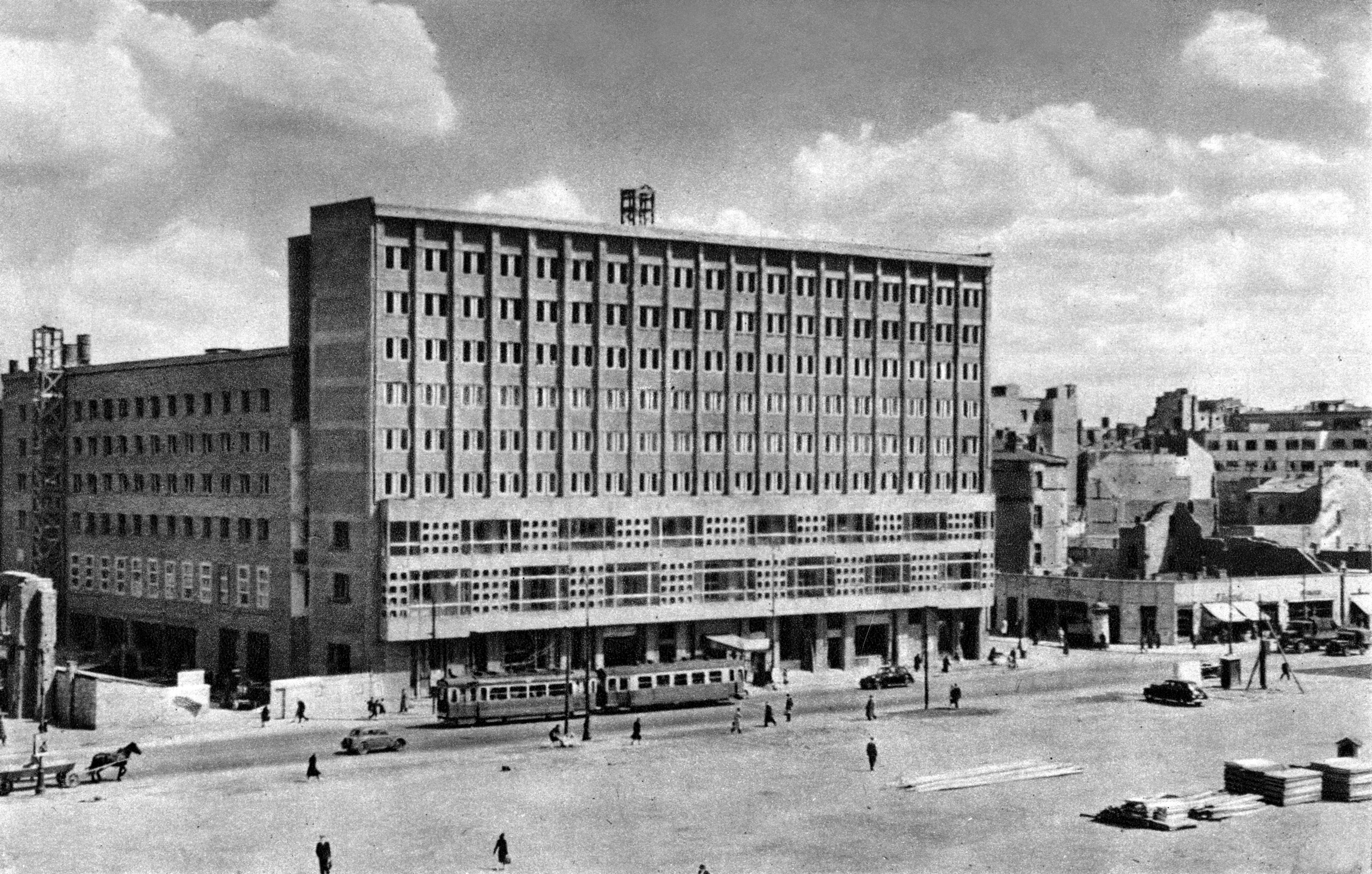
Powszechna Kasa Oszczędności w Warszawie, 1948. Przebudowa ruin XIX-wiecznej kamienicy zniszczonej w czasie II wojny światowej.

Bohdan Kazimierz Lachert (ur. 13 czerwca 1900 w Moskwie, zm. 8 stycznia 1987 w Warszawie) – polski architekt, przedstawiciel modernizmu.

## Życiorys
Urodził się w Moskwie, w rodzinie Wacława Wiktora Lacherta, zarządcy koncernu, do którego należały fabryki tekstylne, kopalnie węgla i antracytu oraz szyby naftowe, i Wandy z domu Lipskiej. Miał czworo rodzeństwa: Marię (ur. 1901), Zygmunta (1904–1988), Czesława (ur. 1906) i Annę (ur. 1908). Z powodu rewolucji w Rosji, w 1918 rodzina Lachertów w tajemnicy opuściła Moskwę i udała się do Ciechanek, swego majątku na Lubelszczyźnie. 
W 1919 rozpoczął studia na Wydziale Prawa i Nauk Politycznych Uniwersytetu Warszawskiego, po roku przerwał je, wstąpił do 2. Pułku Ułanów i wyjechał na front. Podczas wojny polsko-bolszewickiej trafił do niewoli, aresztowany przez CzeKa został osadzony w więzieniu z niezatwierdzonym wyrokiem śmierci. Wykupiony z niewoli przez ojca wrócił do kraju w październiku 1921. W listopadzie rozpoczął studia na Wydziale Architektury Politechniki Warszawskiej, gdzie poznał Józefa Szanajcę, z którym później współpracował. W 1926 obronił dyplom i założył z Szanajcą autorską pracownię architektoniczną. Był współtwórcą Stowarzyszenia Architektów Polskich (potem Stowarzyszenia Architektów Rzeczypospolitej Polskiej) oraz współtwórcą i członkiem grupy architektonicznej Praesens. Dzieła Lacherta zaliczane są do awangardy architektonicznej II Rzeczypospolitej. Poza architekturą projektował wnętrza, meble, kominki, obwoluty książek, neony, plakaty, fotomontaże oraz założenia pomnikowe. W 1937 za pawilon gospodarczy na paryskiej wystawie „Sztuka i technika w życiu współczesnym” otrzymał nagrodę grand prix. Wykładał na Politechnice Warszawskiej, jednak w 1937 stracił etat w związku ze swoim sprzeciwem wobec getta ławkowego.
W okresie okupacji niemieckiej uczył architektury na tajnych kompletach, brał udział w przygotowywaniu teoretycznych studiów odbudowy Warszawy w ramach „Piątki konspiracyjnej” (1941). Prowadził z żoną punkt konspiracyjny, ratował Żydów z warszawskiego getta m.in. sześcioro dzieci. Jednym z nich był syn Maksymiliana Goldberga.
W 1944 roku rozpoczął pracę w Biurze Planowania i Odbudowy przy PKWN w Lublinie. Został powołany przez Główną Komisję Badania Zbrodni Niemieckich w Polsce na stanowisko biegłego do oceny zniszczeń stolicy. W latach 1945–1948 pracował jako kierownik Wydziału Architektury i Inżynierii w Biurze Odbudowy Stolicy, opracował architektoniczno-urbanistyczną koncepcję Muranowa Południowego. Pełnił także rolę konsultanta w Biurze Studiów i Projektów Typowych Budownictwa Miejskiego w Warszawie oraz Biurze Projektów Miastoprojekt Bydgoszcz. W latach 1947–1948 był członkiem Polskiej Partii Robotniczej, od 1948 roku należał do Polskiej Zjednoczonej Partii Robotniczej. Od 1948 był profesorem Politechniki Warszawskiej. Związany z Wydziałem Architektury PW jako dziekan (1950–1954), kierownik Katedry Projektowania Architektury Przemysłowej (1945–1960) oraz Katedry Projektowania Zespołów Mieszkaniowych (1960–1970). Profesor nadzwyczajny (1948) i zwyczajny (1966). Był promotorem blisko 100 prac dyplomowych.
Publikował m.in. w „Architekturze”, „Kamenie” i „Przeglądzie Artystycznym”.
Pełnił funkcję prezesa Oddziału Warszawskiego oraz wiceprezesa Zarządu Głównego SARP.
Zmarł w Warszawie, pochowany na cmentarzu Wojskowym na Powązkach (kwatera B23-10-12).

## Życie prywatne
Od września 1922 był mężem Ireny z Nowakowskich (1899−1949), z którą miał dwóch synów: Krzysztofa (1923−2012) i Rudolfa Jana (1926−2018).

## Projekty
- Projekt konkursowy na siedzibę Ligi Narodów w Genewie, 1927[a]
- Willa Szyllera w Warszawie, 1928[a] (zburzona w 2002)
- Dom własny w Warszawie przy ul. Katowickiej (Saska Kępa), 1928–1929[a]
- Pawilon Centrocementu na Powszechnej Wystawie Krajowej w Poznaniu, 1929[a]
- Budynek mieszkalny wielorodzinny, ul. Francuska 12 (1934, z Józefem Szanajcą, 2010 nadbudowany za zgodą Konserwatora Zabytków)
- Kamienica Państwowego Zakładu Ubezpieczeń Wzajemnych Pracowników Umysłowych, ul. Mickiewicza 17/19 (z Józefem Szanajcą, 1935)
- Kamienica Funduszu Emerytalnego Banku Gospodarstwa Krajowego, ul. Frascati 3, 1936
- Kamienica braci Ordowskich, ul. Berezyńska 28 (1936)
- Pawilon Polski na Wystawie Światowej w Paryżu (1937, m.in. z Bohdanem Pniewskim, Stanisławem Brukalskim i Józefem Szanajcą)
- Budynki na osiedlu Żoliborz, lata 30. XX wieku[a]
- Kamienica dochodowa w Warszawie ul. Okolska 3 (z Józefem Szanajcą, 1938)
- Rzeźba portretowa Józefa Szanajcy (w okresie wojennym, ku czci poległego przyjaciela)
- Poczta przy ul. Targowej 73 w Warszawie, 1946 (realizacja przedwojennego projektu)
- Budynek Chmielna 2 róg Nowego Światu (z Julianem Putermanem-Sadłowskim) 1948–1949
- Gmach PKO w Warszawie, 1948
- Osiedle Muranów Południowy w Warszawie wraz z kinem „Muranów”, 1948−1956
- Cmentarz Mauzoleum Żołnierzy Radzieckich w Warszawie, 1949–1950[b]
- Budynki mieszkalne i przedszkole, ul. Nowolipie 14/15 (1951)
- Dom mieszkalny, ul. Piękna 16a (1957)

## Ordery i odznaczenia
- Krzyż Oficerski Orderu Odrodzenia Polski (1966)[4]
- Złoty Krzyż Zasługi[11]
- Medal 10-lecia Polski Ludowej (19 stycznia 1955)[12]
- Złota Odznaka Odbudowy Warszawy[11]
- Krzyż Oficerski Orderu Legii Honorowej (Francja, 1939)[4][9]

## Nagrody
- Państwowa Nagroda Artystyczna I stopnia w dziale architektury za projekt cmentarza Żołnierzy Radzieckich w Warszawie (1950)[13]
- Honorowa Nagroda SARP za całokształt działalności (1984)

## Upamiętnienie
- W 2015 nakładem wydawnictwa Czarne ukazała się biografia Bohdana Lacherta (wspólnie z Józefem Szanajcą) autorstwa Beaty Chomątowskiej pt. Lachert i Szanajca. Architekci awangardy[14].
- W 2016 z inicjatywy Stowarzyszenia ŁADna Kępa ustanowiona została Nagroda im. Bohdana Lacherta i Józefa Szanajcy Najlepsza architektura Saskiej Kępy[15].
- W 2019 jego imieniem nazwano skwer znajdujący się po północnej stronie al. „Solidarności”, w pobliżu skrzyżowania z ul. Żelazną[16].